# Convair XFY Pogo

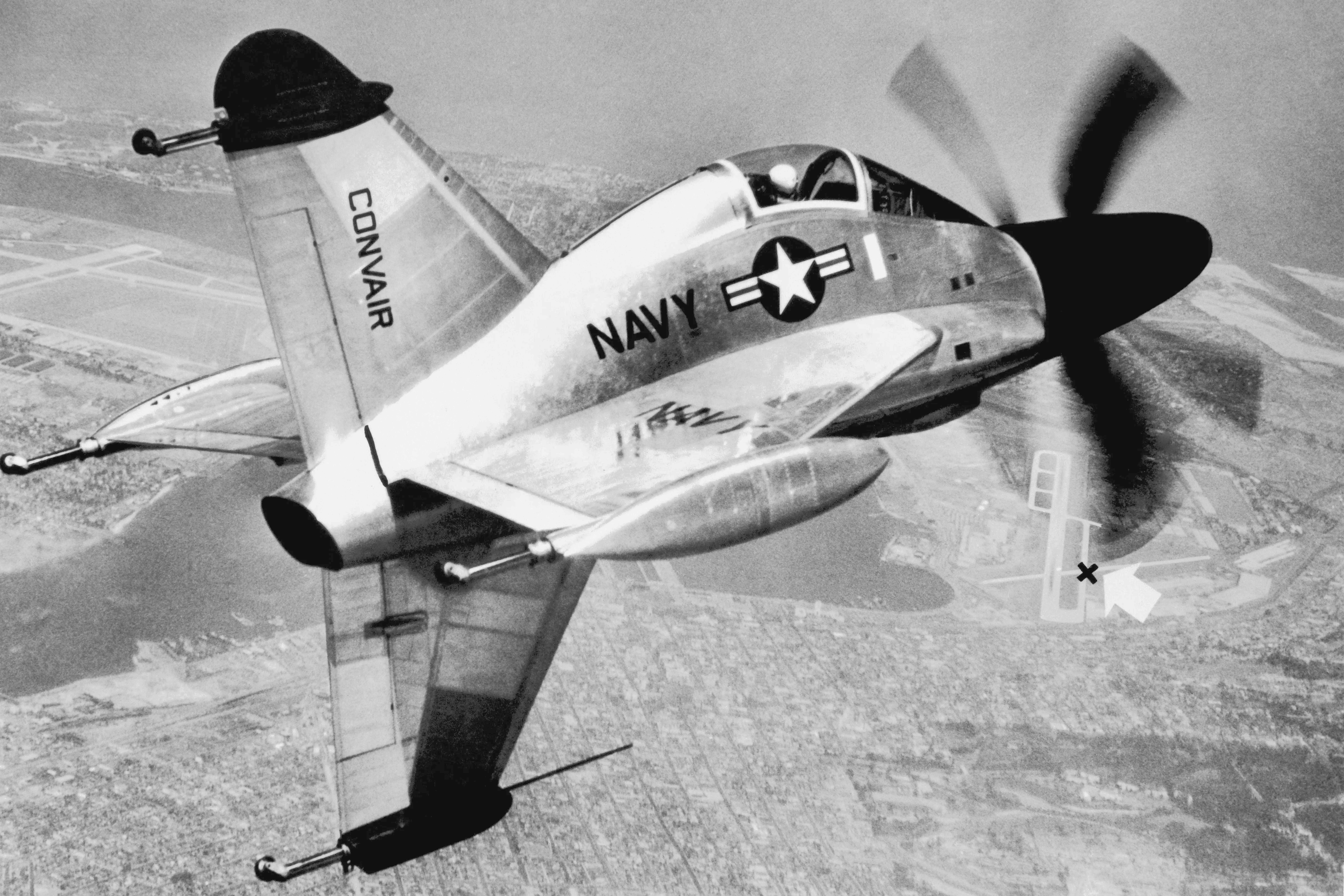
Convair XFY-1 v letu.

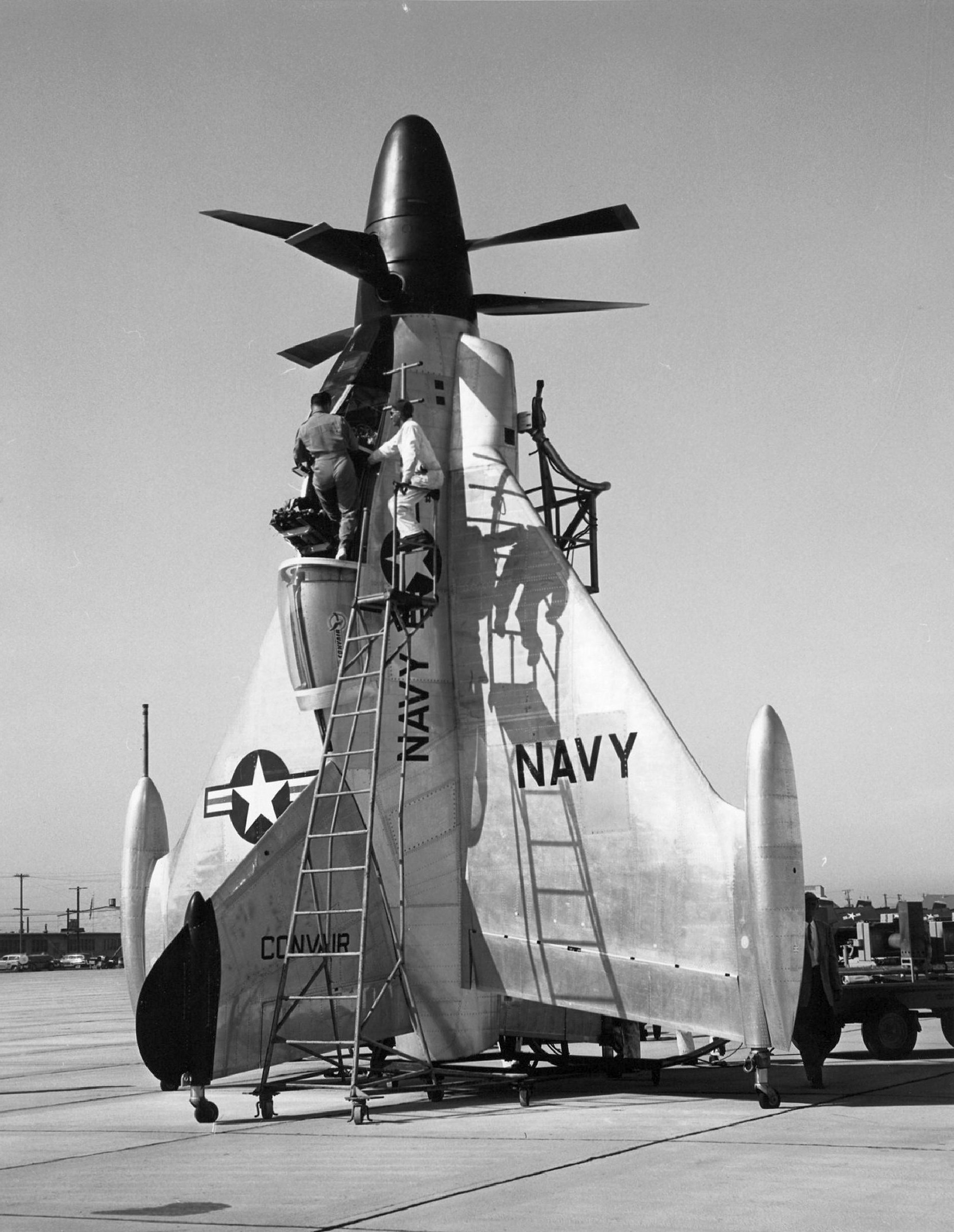
Convair XFY-1, pilot nastupuje po žebříku.

Convair XFY-1 Pogo byl jednosedadlový experimentální svisle startující stíhací letoun, vyvinutý v 50. letech 20. století firmou Convair. Americké námořnictvo tímto programem chtělo získat stíhací letoun s charakteristikou VTOL (Vertical Take off and landing – svislý vzlet i přistání), schopný operovat z malých plavidel. Vývoj XFY byl objednán v roce 1951 a paralelně byl stavěn i konkurenční prototyp Lockheed XFV.
Convair XFY byl vybaven ve své době nejvýkonnějším turbovrtulovým motorem Allison YT-40-A6, který poháněl dvě protiběžné třílisté vrtule. Křídlo a kýlové plochy byly uspořádány ve tvaru písmene X. Letoun nejprve vzlétal upoutaný v hangáru – první takový let proběhl 29. dubna 1954. Do horizontálního letu Pogo poprvé přešel 2. listopadu 1954.
XFY-1 startoval vertikálně a teprve v dostatečné výšce přešel do vodorovného letu. To bylo často náročné, protože stroj byl obtížně řiditelný. Ještě problematičtější však bylo přistání. Pilot musel stroj nejprve dostat zpět do vertikální polohy a poté při klesání s citem ubírat plyn a zároveň se musel dívat přes rameno.
Program byl zrušen v srpnu 1956. Nejevila se totiž reálná možnost, že by tento typ vrtulového letadla dosáhl výkonu tehdejších proudových strojů.
Jediný prototyp se od roku 1973 nachází v americkém National Air and Space Museum.

## Specifikace

### Technické údaje
- Rozpětí: 8,43 m
- Délka: 13,88 m
- Výška: 6,99 m
- Nosná plocha: 39,70 m²
- Hmotnost: pohotovostní: 5 225 kg
- Maximální vzletová hmotnost: 7 370 kg
- Pohonná jednotka: 1× turbovrtulový motor Allison YT-40-A6 s výkonem 4 362 kW [4]

### Výkony
- Maximální rychlost: 980 km/h ve výšce 4 500 m
- Dynamický dostup: 13 300 m
- Dolet: 650 km při hodině letu ve výšce 10 000 m a při úsporné spotřebě

### Výzbroj
- žádná, plánovány byly čtyři 20mm palubní kanony nebo 46 neřízených raket ráže 70 mm [4]